# Lucía García
Lucía García (født 14. juli 1998) er en kvindelig spansk fodboldspiller, der spiller midtbane for Athletic Bilbao i Primera División og Spaniens kvindefodboldlandshold. Hun har siden juni 2016 spillet for Athletic Bilbao, trods flere tilbud fra andre europæiske storklubber heriblandt Real Madrid og Manchester United.
Hun fik sin officielle debut på det spanske landshold i 2. marts 2018 mod Belgien. García blev første gang udtaget til VM i fodbold 2019 i Frankrig, hvor hun scorede i landsholdets første gruppekamp mod Sydafrika i det 89. minut. Hun blev også udtaget til landstræner Jorge Vildas officielle trup mod EM i fodbold for kvinder 2022 i England.